# Williston
Williston es un pueblo ubicado en el condado de Barnwell en el estado estadounidense de Carolina del Sur. El pueblo en el año 2000 tiene una población de 3.307 habitantes en una superficie de 23.2 km², con una densidad poblacional de 143.5 personas por km². 

## Geografía
Williston se encuentra ubicado en las coordenadas 33°24′02″N 81°25′21″O / 33.400553, -81.422421. Según la Oficina del Censo, el pueblo tiene un área total de 23,2 km² (9 mi²), de la cual 23 km² (8,9 mi²) es tierra y 0,2 km² (0,1 mi²) (0.67%) es agua.

## Demografía
En el 2000 la renta per cápita promedia del hogar era de $26.371, y el ingreso promedio para una familia era de $30.990. El ingreso per cápita para la localidad era de $15.134. En 2000 los hombres tenían un ingreso per cápita de $21.879 contra $21.635 para las mujeres. Alrededor del 24.40% de la población estaba bajo el umbral de pobreza nacional. 

### Localidades adyacentes
El siguiente diagrama muestra a las localidades en un radio de 20 kilómetros (12,4 mi) de Williston.